# Reskuporis IV
Reskuporis IV, właśc. Tyberiusz Juliusz Reskuporis II Filokajsar Filoromajos Eusebes (gr.: Τιβέριος Ἰούλιος Ῥησκούπορις Φιλόκαισαρ Φιλορώμαίος Eυσεbής, Tibérios Ioúlios Rēskoúporis Filókaisar Filorṓmaíos Eusebḗs) (zm. 275) – król Bosporu z dynastii Asandrydów w latach 239-253, 255-257, 261-267 i od 272 do swej śmierci. Syn króla Bosporu Tyberiusza Juliusza Inintimajosa Filokajsara Filoromajosa Eusebesa i nieznanej z imienia królowej.
Reskuporis IV był prawdopodobnie jedynym synem Inintimajosa. Otrzymał imię zapewne na cześć stryja Tyberiusza Juliusza Reskuporisa III oraz pradziadka Tyberiusza Juliusza Reskuporisa II Filokajsara Filoromajosa Eusebesa, poprzednich królów Bosporu. Przez tego ostatniego Reskuporis IV był potomkiem wodzów macedońskich Antygona I Jednookiego, Antypatra oraz Seleukosa I Nikatora. Ci trzej służyli królowi Aleksandrowi III Wielkiemu. Wcześniejszy przodek, król Pontu Mitrydates II poślubił księżniczkę Laodikę, siostrę króla państwa Seleucydów Seleukosa II Kallinikosa i ciotkę króla Antiocha III Wielkiego. Reskuporis miał także przodków z innych dynastii i rodów: trackiej dynastii sapejskiej, rzymskiego rodu Antoniuszów. Poprzez triumwira rzymskiego Marka Antoniusza, był spokrewniony z różnymi członkami rzymskiej dynastii julijsko-klaudyjskiej, rządzącej Rzymem.
Kiedy ojciec Inintimajos zmarł w 239 r., Reskuporis IV wstąpił po nim na tron bosporański. Panował królestwem z problemami, aż do swej śmierci w 275 r. Tytuł królewski na jego zachowanych monetach w języku greckim brzmi ΒΑCΙΛΕѠC ΡΗCΚΟΥΠΟΡΙΔΟC („[Moneta] króla Reskuporisa”). Był współczesny panowaniu cesarzy rzymskich Gordiana III, Filipa Araba, Decjusza oraz okresowi kryzysu trzeciego stulecia, który dotknął cesarstwo rzymskie.
Niewiele wiemy o jego życiu i panowaniu. Informacje o nim głównie pochodzą ze źródeł numizmatycznych. Na podstawie przedstawień na zachowanych monetach Reskuporis IV wydawał się być osobą religijną, która była zaangażowana w oddawaniu czci bogini Afrodyty i propagowaniu jej kultu. W 253 r. Reskuporis IV utracił władzę na rzecz Tyberiusza Juliusza Farsanzesa, prawdopodobnie swego syna z pierwszego małżeństwa. Próbował odzyskać tron, do czego doszło dwa lata później, w 255 r. Cieszył się rządami tylko dwa lata, bowiem został ponownie usunięty przez Farsanzesa w 257 r. Ten utrzymywał się na tronie bosporańskim do swej śmierci w 261 r. Reskuporis wtedy po raz trzeci objął rządy. Po sześciu latach został ponownie usunięty, tym razem przez Tyberiusza Juliusza Chedosbiosa, prawdopodobnie swego drugiego syna z pierwszego małżeństwa. W końcu po raz czwarty i ostatni udało się mu ostatecznie zająć tron, w 272 r.
Reskuporis IV być może był dwukrotnie żonaty, bowiem zachodzi różnica wieku między dwoma pierwszymi synami a pozostałymi. Prawdopodobnie pierwsza żona urodziła mu dwóch synów, wyżej wymienionych (Farsanzes i Chedosbios), a druga trzech: Sauromatesa IV, Teiranesa i Totorsesa, przyszłych królów bosporańskich. Reskuporis IV niezbyt długo cieszył się rządami, bowiem zmarł w 275 r. Po nim na tron wszedł Tyberiusz Juliusz Sauromates IV, jedyny znany historycznie syn.